# Livistona nitida
Livistona nitida es una especie de la familia de las palmeras (Arecaceae). Es originaria de Australia.

## Descripción
Es una palmera dioica con un tronco que alcanza un tamaño de 35 m de altura, 25-40 cm de diámetro, con cicatrices foliares; entrenudos estrechos. Hojas en número de 35-50 en una corona globosa; con pecíolo 170 a 200 cm de largo, 20-26 mm de ancho, con espinas curvadas, de color rojo oscuro. Las inflorescencias de 150-200 cm de largo,  no se extiende más allá del límite de la corona. Flores solitarias o en grupos de 2-5, con forma de embudo, 2-3.2 mm de largo, color crema a amarillo. Fruto globoso, 13-20 mm de diámetro, brillante negro azabache.

## Taxonomía
Livistona nitida fue descrita por Anthony N. Rodd y publicado en Telopea 8: 96. 1998.
Etimología
Livistona: nombre genérico otorgado en honor de Patrick Murray, Barón Livingstone, quien construyó un jardín en su finca de Livingstone, al oeste de Edimburgo, Escocia, en la última parte del siglo XVII.
nitida: epíteto latino que significa "brillante".